# Нолан, Уильям Френсис
Уильям Френсис Нолан (6 марта 1928, Канзас-Сити (Миссури), США — 15 июля 2021, Ванкувер, Вашингтон, США) — американский писатель-фантаст и сценарист, известный прежде всего как автор романа «Бегство Логана» (совместно с Джорджем Клейтоном Джонсоном), впоследствии экранизированного студией MGM.

## Биография
Родился в семье эмигрантов — ирландских католиков. Посещал лекции в Художественном институте Канзас-Сити. Работал в компании по выпуску поздравительных открыток, писал стихи и иллюстрировал продукцию.
С 1950-х годов занимался литературным творчеством.
Проживал в Ванкувере, штат Вашингтон.

## Избранные произведения
Романы

## Серия про Логана
- Бегство Логана (в соавт. с Джорджем Клейтоном Джонсоном, 1967) (экранизирован в 1976 году)
- Logan’s World (1977) — вторая часть трилогии «Logan Trilogy»
- Logan’s Search (1980) — третья часть трилогии «Logan Trilogy»
- Logan: A Trilogy (1986)
- Logan’s Return (2001)
- Logan’s Run: The Definitive Edition (2014)
- Logan Falls (в соавт., 2018)
- Logan’s Journey

## Серия про Чёрную маску
- The Black Mask Murders (1994)
- The Marble Orchard (1996)
- Sharks Never Sleep (1998)

## Серия The Sam Space
- Space for Hire (1971)
- Look Out for Space (1985)
- 3 For Space (сборник, 1992)
- Far Out (сборник, 2004)
- Seven for Space (сборник, 2008)

## Серия Challis
- Death Is For Losers (1968)
- The White Cad Cross-Up (1969)
- Helle on Wheels (1992)
- The Brothers Challis (сборник, 1996)

## Серия The Kincaid
- Pirate’s Moon (1987)
- Broxa (1991)
- The Winchester Horror (1998)
- Demon! (2005)
- Kincaid: A Paranormal Casebook (сборник, 2011)

## Биографии
On Max Brand
- Max Brand’s Best Western Stories (1981)
- Max Brand’s Best Western Stories II (1985)
- Max Brand: Western Giant (1986)
- Max Brand’s Best Western Stories III (1987)
- Tales of the Wild West (1997)
- More Tales of the Wild West (1999)
- Masquerade (2005)
- King of the Pulps

On Dashiell Hammett
- Dashiell Hammett: A Casebook (1969)
- Hammett: A Life at the Edge (1983)
- Dash (2004)
- A Man Called Dash: The Life and Times of Samuel Dashiell Hammett

On Ray Bradbury
- Ray Bradbury Review (антология, 1952)
- The Ray Bradbury Index (памфлет, 1953)
- The Ray Bradbury Companion (1975)
- The Dandelion Chronicles (памфлет, 1984)
- The Bradbury Chronicles (в соавт., антология, 1991)
- Nolan On Bradbury: Sixty Years of Writing about the Master of Science Fiction (2013)

Other Biographies & Nonfiction
- Adventure on Wheels (1959)
- Barney Oldfield (1961)
- Phil Hill: Yankee Champion (1962)
- John Huston: King Rebel (1965)
- Sinners and Supermen (1965)
- Steve McQueen: Star on Wheels (1972)
- Hemingway: Last Days of the Lion (1974)
- McQueen (1984)
- The Black Mask Boys (1985)
- How to Write Horror Fiction (1990)
- Let’s Get Creative: Writing Fiction That Sells! (2006)

## Ужасы
- Things Beyond Midnight (сборник, 1984)
- Blood Sky (1991)
- Helltracks (1991)
- Night Shapes (сборник, 1995)
- William F. Nolan’s Dark Universe (2001)
- Nightworlds (сборник, 2004)

## Сценарии
- Logan’s Run (1976)
- Burnt Offerings (1976)
- Who Goes There? (2009)

## Телесценарии
- Brain Wave (1959)
- Vanishing Act (1959) — серия: Wanted: Dead or Alive
- Black Belt (1960) — серия: Wanted: Dead or Alive
- The Joy of Living (1971) — серия: Norman Corwin Presents
- Trilogy of Terror (Millicent and Therese; Julie) (1975) — ABC Movie of the Week
- Melvin Purvis: G-Man (1975)
- Sky Heist (1975) — NBC Movie of the Week
- The Kansas City Massacre (1975) — ABC Movie of the Week
- Logan’s Run (1977) — Pilot for CBS series
- First Loss (1981) — 240-Robert
- The Partnership (1981) — Darkroom
- Bridge Across Time, aka Terror at London Bridge (1985) — NBC Movie of the Week
- Trilogy of Terror II (The Graveyard Rats; He Who Kills) (1996) — USA Movie of the Week

## Награды
- Премия Брэма Стокера за заслуги перед жанром
- Премия Эдгара Аллана По (дважды);
- IHG Living Legend in Dark Fantasy Winner, 2002;
- SFWA Author Emeritus, 2006;
- HWA Lifetime Achievement Award Winner, 2010;
- World Fantasy Convention Award, 2013;
- World Horror Society Grand Master, 2015
- Номинировался на Премию «Хьюго» в номинации «Лучшая постановка».